# Laryngectomie
Laryngectomie is een door de kno-arts uitgevoerde operatie waarbij het strottenhoofd wordt verwijderd. De reden voor het verwijderen van het strottenhoofd (larynx) is in de meeste gevallen strottenhoofdkanker (larynxcarcinoom).
Bij deze operatie wordt de luchtpijp onder het strottenhoofd doorgesneden en net boven het borstbeen in de hals op de huid aangesloten (tracheostoma). De slokdarm die aan de achterzijde tegen het strottenhoofd aanligt, wordt hierbij geopend en tijdens de operatie ook weer dichtgemaakt. Vanwege deze wond is het na de operatie noodzakelijk dat de voeding enige tijd via een neus(voedings)sonde plaatsvindt. Dit is een slangetje dat via de neus en de slokdarm in de maag komt. Via dit slangetje zal de patiënt na de operatie ongeveer 10 dagen gevoed worden.
Na de verwijdering van het strottenhoofd is er een volledige scheiding ontstaan tussen de luchtpijp (ademhalingsweg) en de slokdarm (spijsverteringsweg). In- en uitademen en ook hoesten gaat niet meer via de mond. Ook het snuiten van de neus is (tijdelijk) niet meer mogelijk.

## Spreken na laryngectomie
Het spreken na een laryngectomie gaat niet meer op de normale manier. In het verleden was spreken alleen mogelijk wanneer de patiënt lucht inslikte en deze lucht weer "opboerde" (slokdarmspraak). De opgeboerde lucht brengt de slokdarm in trilling, waardoor iemand zich weer verstaanbaar kan maken. Sinds de jaren 80 is het echter dankzij een Nederlandse (Groningse) uitvinding voor de meeste patiënten na een laryngectomie weer mogelijk om te communiceren. Dit gebeurt door een klein ventiel tussen de luchtpijp en de slokdarm te plaatsen (spraakknoopje). Dit ventiel zorgt ervoor dat de patiënt lucht naar zijn slokdarm kan sturen waarmee hij kan spreken, terwijl een klepje in dit ventiel voorkomt dat er eten of drinken vanuit de slokdarm rechtstreeks in de luchtpijp komt. Het enige nadeel is dat het klepje af en toe vervangen moet worden. Een andere methode is het tegen de keel aanhouden van een apparaat (electrolarynx) wat de keel in trilling brengt waardoor de patiënt door middel van articulatie weer kan spreken.